# Pénurie de bois
(Europe et Amérique du Nord)
Une crise d'approvisionnement existante ou imminente pour la matière première bois est qualifiée de pénurie de bois (en France, on parle aussi volontiers de disette de bois).
L'idée de pénurie de bois historiquement débouche et est connexe aux idées de durabilité et de conservation de la nature. Elle contribue fortement au développement de la science forestière (de) et de l'écologie.
À l'heure de l'industrialisation, si elle ne se départit pas dans un premier temps du rationalisme productiviste, la protection de la nature accéda à une sensibilité nouvelle, pré-écologique et romantique, avançant des arguments à la fois scientifiques et alarmistes, dans lequel la pénurie de bois n'était plus le seul motif d'inquiétude, mais aussi celui d'un dérèglement profond des équilibres de la nature: « l'arbre représentait un axe de l’équilibre de la nature et non plus une simple valeur économique ». Réalistes ou exagérées, les craintes de pénurie de bois témoignent d'un nouveau rapport de l'homme à la nature : dans un monde fier de la civilisation, la nature apparaissait vulnérable ; dans le même temps tout à coup, l'homme avait les moyens de protéger la forêt et de la restaurer. Pour être efficace cette nouvelle initiative devait être d'utilité publique.
L'expression allemande « Holznot » est utilisée pour l'Europe centrale, où il y a eu une forte pénurie du XVIe siècle au début du XIXe siècle, traitée par de nombreuses sources. Pionnière de l'afforestation et de l'écologie, l'Allemagne a connu en 1986, déclenchée par l'historien de l'environnement et écologiste Joachim Radkau, une controverse durable et acharnée (« Holznotdebatte » ) sur l'existence, l'étendue, les effets spatiaux et sociaux de la pénurie de bois.
Il peut y avoir, ou avoir eu, pénurie de bois, pour une essence particulière ou pour plusieurs ; localement, régionalement, à l'échelle d'un pays, ou mondialement, pour des applications spécifiques du bois : bois de chauffage, bois de construction, bois de marine, bois pour le tan ou d'autres activités industrielles, etc. ; pour différentes raisons : liée à une surexploitation, des circonstances exceptionnelles ayant modifié les habitudes de consommation, des circonstances exceptionnelles ayant empêché une récolte, le transport ou l'acheminement des bois à un utilisateur final. 
Une pénurie de bois d'œuvre s'est déclarée mondialement en 2021, connexe aux différentes pénuries liées à la pandémie de Covid-19, provoquant une flambée des prix ; moins lié à une pénurie d'arbres ou même à une diminution de la production de bois d'œuvre, que la récente convergence de l'augmentation des tarifs canadiens sur le bois d'œuvre aux États-Unis, l'augmentation de la demande de rénovation et de construction de maisons provoquée par la pandémie, et le spasme de l'offre liée au transport. Une pénurie de bois importante et une  hausse des prix s'était produite en Europe au lendemain de la Seconde Guerre mondiale.
Des pénuries au Canada sont prévues causées par les ravageurs: dont dendroctone du pin ponderosa dans l’Ouest et la tordeuse des bourgeons de l’épinette dans l’Est.

## Description
Les prévisions ou craintes de pénurie de bois plus que les pénuries de bois sont apparus périodiquement dans toutes les cultures, à une époque pas tellement éloignée où le bois était un matériau incontournable. Les craintes nationales de pénuries de bois ont été exprimées dans des contextes de guerre mais aussi en temps de paix. À mesure que l'utilisation d'une ressource s'intensifie, ceux qui dépendent de cette ressource anticipent une pénurie future. Les discours sur la pénurie du bois expriment la reconnaissance à la fois de la dégradation de l'environnement et du caractère limité de cette ressource naturelle.
Cependant, la longue période de maturité des arbres signifiait que la résolution d'une véritable pénurie de bois pourrait prendre des décennies (100 à 150 ans pour certaines applications du chêne). La crainte des pénuries de bois ou les pénuries elles-mêmes se sont conclues généralement à partir du XVIe siècle par un accroissement de l’interventionnisme de l’État (en Angleterre la première loi de préservation est adoptée par le Parlement en 1535 sous le règne de Henri VIII, en France une ordonnance royale de 1515 prise par François 1er suivie de la prise de contrôle étatique réalisée par Colbert au XVIIe siècle) ; qui peuvent être considérées comme les premières manifestations de l'impulsion de conservation moderne.
Les craintes de pénurie du bois ont conduit à une tentative de réduction ou d'élimination des activités de chasse, de pâturage et de recherche de nourriture dans de nombreuses forêts européennes. Historiquement, les fourrageurs et les ramasseur de bois de feu ont été particulièrement sujets à la réglementation, car ils étaient souvent de faible statut socio-économique et sans recours lorsque l'accès était restreint. La forêt longtemps considérée comme un lieu périphérique où les parias trouvaient refuge, devint un milieu ordonné. La création de réserves forestières et de terrains de chasse royaux réserva à la fois des forêts aux loisirs d'élite et assura l'approvisionnement en bois de la couronne ,.
Cet interventionnisme croissant de l’État ne rencontrera pas souvent le consensus social indispensable à sa réussite, mais plutôt une résistance, plus ou moins importante selon les pays (Blacks, Pine Tree Riot, guerre des Demoiselles, etc.).

## Cas d'école
Les pressions exercées sur la forêt ont été variables dans le temps, pour un matériau qui est de tous les usages. Avec la marine en bois, le bois devient un matériau stratégique.

### Bois de marine
Comme en témoignent l'histoire navale grecque ou hollandaise, il n'est pas nécessaire d'avoir beaucoup de forêts pour être une nation de tradition maritime. En Grande-Bretagne, la construction navale n'eut pas une influence constante sur tous les bois du pays ; la marine n'est devenue grosse consommatrice de bois que grâce à la croissance du commerce intercontinental et à la course aux armements à partir de la fin du XVIIIe siècle. La production des navires construits en bois entre 1800 et 1860 fut probablement égale à celle de tout le reste de l'histoire. Une grande partie du bois de construction navale, en particulier pour les grandes pièces et les formes spéciales, provint en Angleterre des haies et des parcs, et non des forêts.
Pendant l'épopée de la marine à voiles, et en bois, on s'inquiète de la rareté du bois et particulièrement les pins pouvant former des mâts et les chênes pouvant produire les bois tors et plus particulièrement les courbes qui forment une catégorie à part, très rare et recherchée, qui sert à lier les baux avec les membres du navire. En France ou en Angleterre on va chercher les mâts jusque dans les pays de la Baltique, mais pour produire les bois tors, tous les chênes ne conviennent pas relève l'historien de marine Robert G. Albion, il faut d'abord des chênes d'Angleterre de préférence des comtés du sud-est, en particulier du Sussex : la particularité du chêne d’Angleterre est son individualité inhabituelle en matière de forme, on peut trouver des chênes sur le continent qui poussent par milliers dans de vastes forêts de futaie, avec des troncs presque uniformément droits et minces, pratiquement dépourvus de branches ; par contre, les chênes anglais prennent souvent une grande variété de formes, nécessaires à l'obtention des bois tors ; en particulier les chênes rudes poussant dans les haies vives, qui ont suffisamment de place pour développer leurs branches ; on suppute que les chênes anglais acquièrent leur résistance particulière par le vacillement constant avec le vent, ce qui leur donne des formes étranges tout en renforçant leur bois ; malgré de nombreux défauts de croissance, le chêne anglais produit du bois admirablement bien adapté aux besoins de la marine ; son principal inconvénient est la lenteur de sa croissance, ce qui exige en matière de politique forestière un siècle de prévision ; mais cette lenteur même de la croissance est très souvent un élément de force du bois.
Les forêts en Angleterre sont régulièrement surexploitées, et les premières lois de préservation des chênes adoptées par le Parlement anglais datant du XVIe siècle, découlent de l'inquiétude liée à l'approvisionnement des chantiers navals. Enfin les bois de mâture sont une qualité difficile à trouver: l'Angleterre connait des pénuries de bois liées à sa marine qui l'oblige à importer de la Baltique puis depuis le Canada. Le commerce du bois à destination de la marine est conditionné par les guerres, les blocus maritimes, particulièrement sur l'Øresund, enfin par des ajustements économiques tour à tour mercantilistes protectionnistes ou subventionnistes puis finalement libre-échangistes, dont c'est l'une des premières applications. En Angleterre, le bois courbe de chêne devient très rare à la fin du XVIIIe siècle à cause de l'arrachage généralisé des haies vives lorsque le maïs a commencé à être cultivé de manière extensive ; on a alors recommandé l'usage du mélèze comme arbre de substitution, afin de produire un approvisionnement suffisant en bois en un minimum de temps, et des millions de mélèzes ont été ainsi plantés.
Quelques chiffres rendent compte de l'importance des prélèvements forestiers par la marine : sous Louis XIV, un vaisseau de premier rang – véritable forêt flottante – exige pas moins de 2 000 à 4 000 troncs et une frégate environ un millier.

### Les salines allemandes

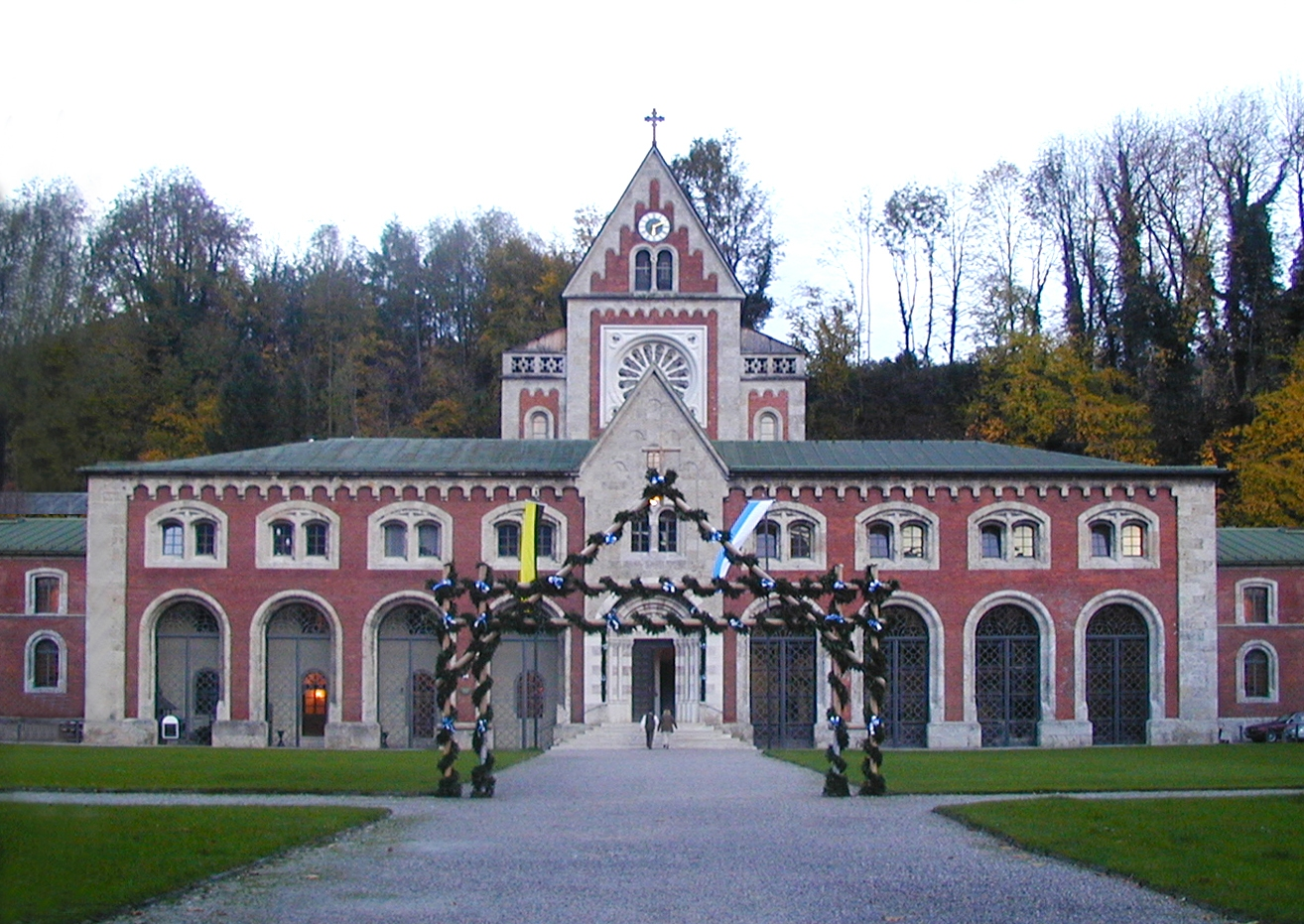
de Reichenhall

En Allemagne, il y a eu des différences importantes entre les salines d'Allemagne du Nord telles que Lüneburg, qui ne posséda plus de forêts, après avoir défriché la forêt environnante à des fins de chauffage, et les salines alpines telles que Reichenhall, qui pouvaient se retourner sur les forêts qu'elles géraient. Alors que Lüneburg est toujours considérée comme un exemple standard de désolation forestière préindustrielle et a donc dû importer son bois du Mecklembourg après le recul de ses propres ressources forestières, une véritable peur panique (Angstpsychose) sévit à Reichenhall vers 1600 concernant l'arrivée d'une pénurie de bois de chauffage et de mousse. La question de savoir si cela était justifié est encore sujet à controverse dans la recherche. Reichenhall résolut l'approvisionnement en bois grâce à la Salinenkonvention et ainsi put assurer à elle seule l'approvisionnement en matières premières de la saline, sans être limitée par la frontière proche de l'Autriche.
D'autres marais salants, en revanche, ont été directement touchés par les pénuries de bois locales ou régionales. Alors que par exemple le manque de bois de chauffage, dû à la déforestation de la zone, est évoqué comme principale raison de l'abandon des salines médiévales de Bad Nauheim, des hypothèses similaires ont été faites pour expliquer la fin des salines celtiques au même endroit. La recherche archéologique souligne également que les marais salants, en tant que gros consommateurs de bois, ont apporté une contribution significative à la déforestation et à la prévention et ont donc eu un impact décisif et souvent permanent sur le paysage.

### En Suisse
Dans des études régionales plus récentes, par exemple en Suisse, la question de la disponibilité réelle de la ressource en bois pour la ville et la région zurichoise a reçu une réponse différente. Les villes ont parfois souffert d'un manque de bois, par exemple pendant les hivers les plus froids. 1763, par exemple, fut un hiver particulièrement froid qui entraina un besoin plus élevé de matériau de chauffage et moins d'options de transport : sur lac gelé de Zurich, un trop peu de neige dans la forêt de Sihl (de) et les fluctuations de l'eau dans le Sihl rendirent difficile le transport du bois vers la ville. À la campagne, par contre, il y eut généralement suffisamment de matériaux de construction et de combustible. À cet égard, le manque de bois n'était pas permanent ; malgré des goulots d'étranglement occasionnels, le stock à Zurich n'a pas été augmenté.

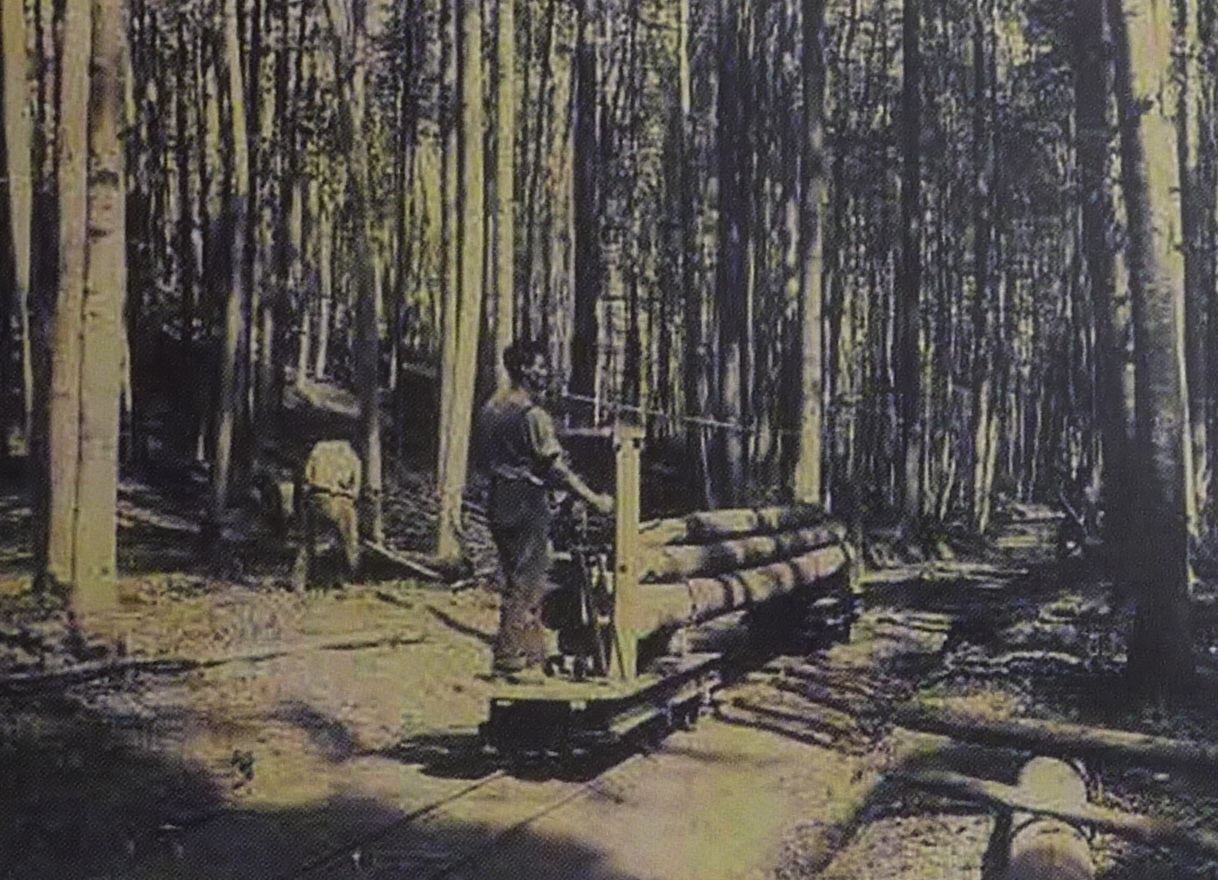
Transport de bois avec un chemin de fer forestier dans le Sihlwald du XIXe siècle.

En Suisse, la pénurie de bois est devenue un topos littéraire qui accompagne les appels à économiser le bois. Une éventuelle future pénurie de bois a été évoquée de manière relativement générale, sans préciser où et dans quelles situations une pénurie pourrait se produire.

### Palatinat
Au Palatinat du XIXe siècle, les ressources forestières étaient insuffisantes, mais les capacités disponibles n'étaient jamais épuisées. L'administration forestière a toujours eu moins de bois abattu que les nouvelles pousses, et des ressources limitées en raison de leur concept d'ordre sylvicole. Ils voulurent transformer les peuplements en futaie homogène, leur utilisation a donc été restreinte et cela a également été réalisé grâce à un certain nombre de mécanismes de pouvoir.
Des villes comme Munich avaient un certain nombre d'options pour organiser l'approvisionnement en bois. Les fournisseurs de bois individuels tels que Mittenwald ne pouvaient qu'occasionnellement causer des difficultés à l'entreprise munichoise. On parlait souvent d'une crise permanente, mais elle ne s'est jamais produite.

### Inégalités devant la pénurie
La pénurie de bois, dans l'histoire de la foresterie du XXe siècle, était la doctrine dominante ; problème ayant touché toutes les classes sociales de toute l'Europe ; une thèse qui a maintenant été réfutée. Il est incontestable que le bois fut visiblement rare et qu'il y a eu de nombreuses innovations pour économiser le bois. Des études plus récentes soulignent que la pénurie de bois a frappé plus durement les pauvres que les riches ; les riches ayant été à peine affectés ; des crises d'approvisionnement se sont également produites occasionnellement dans les villes, par exemple lors d'hivers rigoureux. L'approvisionnement en bois dans les villes était un important domaine de conflit pour les pauvres).

### Passage au charbon de terre
En Europe occidentale fin XVIIIe siècle, le passage du charbon de bois au charbon de terre, exploité sous forme de coke, coïncide avec la multiplication des fours industriels, particulièrement pour produire l'acier. Le remplacement de la matière première bois et de ses formes d'utilisation par le charbon et l'acier a été accueilli dans le mythe du progrès de l'industrialisation, comme l'illustrent Werner Sombart et Franz Schnabel, comme l'incarnation de l'émancipation humaine des « barrières » de la nature. Le bois, matériau naturel à croissance lente, et les métiers forestiers associés tels que les brûleurs de cendres (de), les charbonniers, les ramasseurs d'écorce (pour le tan ) et les résiniers étaient connotés par la pénurie et le besoin (Mangel und Not). Dans son livre Der moderne Kapitalismus, publié en 1916, Sombart décrivit le remplacement du bois comme source d'énergie par le charbon comme une condition préalable essentielle à l'industrialisation. Pendant longtemps, il n'y eut aucun doute sur la réalité des craintes concernant la pénurie de bois.
Pour des auteurs comme Joachim Radkau, Denis Woronoff ou Oliver Rackham, au contraire, ce fut finalement le prix avantageux de la houille qui fit délaisser le charbon de bois. 
Les historiens économiques selon Rackham, ont construit une pyramide inversée d'arguments sur la croyance que les bois avaient été en grande partie détruits par l'abattage pour le combustible, entre 1550 et 1700 particulièrement par l'industrie du charbon de bois, conduisant à une pénurie de bois (« timber famine »), des prix élevés, une législation restrictive, des industries qui s'éloignent, et même l'invention du coke comme substitut du charbon de bois. Enfin, les maîtres de forge, ayant « épuisé » les bois d'Angleterre, se seraient suicidés économiquement dans les flammes des bois restants d'Écosse et d'Irlande. Le sommet de la pyramide inversée, sur lequel repose tout le reste, est l'idée que les arbres à bois ont été utilisés comme combustible et n'ont pas repoussé. La plupart de ces assertion ont été réfutées,. Les usines sidérurgiques qui n'étaient pas des entreprises éphémères, utilisaient principalement le sous-bois, provenant de leurs propres bois, et protégeaient leurs approvisionnements. Elles vivaient à proximité de grands bois parce que le charbon de bois était difficile à transporter. Comme toutes les industries lourdes, elles ont perturbé la société locale et ont été impopulaires: les industriels notamment pouvaient se permettre d'acheter du bois, et priver la population locale d'un combustible auparavant bon marché. La législation du XVIe siècle contre les industries ne fût qu'une tentative timide pour empêcher cette concurrence. Les bois, fait remarquer Rackham, n'ont pas disparu du Weald - le foyer principal de l'industrie du fer - ou de Lake District, des forêts de Dean ou de Wyre (en). Entre 1600 et 1790, c'est le Norfolk, non industriel, et terre de l'innovation et de la prospérité agricoles, qui perdit les trois quarts de ses bois médiévaux, plus que tout autre comté.
Si l'emploi du fer de acier de la houille va restreindre l'utilisation du bois comme combustible ou comme charpente, on ne cesse pas en faire usage pour la menuiserie, les tonneaux, les caisses d'emballage, etc. Une augmentation de la consommation constatée est due surtout à l'extension des voies ferrées et à l'essor de la grande industrie. Les emplois les plus importants des bois d’œuvre vont aux traverses de chemins de fer, wagons, poteaux télégraphiques et boisage des mines. En outre, la fabrication des pâtes de cellulose prend son essor. Vers 1900, une disette se profile.

## Développement de la science forestière
L'argument de la « pénurie de bois » servit dans la seconde moitié du XVIIIe siècle à l'établissement de la science forestière (de), la foresterie. Les représentants de ce nouveau domaine firent valoir que pour éviter une pénurie imminente de bois, un inventaire précis des stocks de bois, le reboisement, la gestion rationnelle, la supervision de l'État et des responsables forestiers formés scientifiquement étaient nécessaires. L'argument de la pénurie de bois légitima les interventions croissantes de l'État central moderne, dans des utilisations forestières auparavant réglementées localement.

### Evelyn en Angleterre
En 1664, l'écrivain anglais, John Evelyn, dans son ouvrage Sylva, A Discourse of Forest Trees, invite les grands propriétaires à planter des arbres pour fournir le bois d’œuvre exigé par le développement de la Navy, son appel est suivi à titre privé, mais quelquefois aussi par le gouvernement ; c'est l'un des textes les plus influents sur la foresterie jamais publiés. Au milieu du XVIIe siècle, l'amirauté de l'Angleterre était troublée par une pénurie imminente de bois.
Sylva est née du militarisme, et la durabilité, pour Evelyn, était avant tout une mission impériale. Afin de gratifier les requêtes des représentants de la Marine (savoir, fournir plus de bois pour la construction navale) Evelyn favorisa la privatisation des terres (le mouvement des enclosures était à l'époque d'Evelyn une affaire en cours) ; il critiqua vivement le parti pris des lois anglaises « en faveur de la coutume » comme étant « indulgentes », une concession regrettable visant à — « the satisfying of a few clamorous, and rude Commoners »— la satisfaction de quelques roturiers bruyants et grossiers. Cependant les gens (savoir les forestiers et les frontaliers) n'étant pas aussi réceptifs aux injonctions royales (« foresters, and borderers, are not generally so civil and reasonable, as might be wished »); et pour concevoir une amélioration solide dans de tels endroits, « his Majesty must assert his power, with a firm and high resolution to reduce these men to their due obedience » — la Royauté selon Evelyn devait affirmer son pouvoir avec une fermeté sur ses sujets.

### Colbert en France
L’organisation des Eaux et Forêts est définitivement mise en place par Colbert avec l’ordonnance de 1669.
Sous la pression des exigences des marines de guerre et marchande, constatant l'inévitable dépendance des arsenaux vis-à-vis des forêts, d'où se tirent leur matière première, une rationalisation de l'exploitation des forêts se met en place, à Venise et aux Pays-Bas, avec un retard considérable en France où la monarchie, à la fin du XVIIe siècle, méconnaît encore les abondantes ressources en bois du pays. La surexploitation a entraîné en France une diminution considérable des superficies forestières. Selon les chiffres disponibles pour la période entre le XVIe et le XVIIIe siècle, un quart, voire un tiers des forêts disparaissent, les futaies sont particulièrement menacées.
Une proto-sylviculture, une gestion paysanne existe toutefois, enregistrée par Louis de Froidour, forestier et juriste, qui va systématiser les archives sur le patrimoine forestier. La littérature de l'époque va exagérer l'état des forêts pour justifier la réformation. Mais les contestations générés par cette entreprise de domination culturelle conduisent à renégocier officieusement le texte normatif au profit des pratiques agricole paysannes: « l'immixtion des Eaux et Forêts dans le jeu politique de proximité engendre une redisposition des pouvoirs centrée autour de la ressource boisée qui devient alors un objet symbolique fondateur de l'identité régionale ». La question de la redistribution du pouvoir autour des forêts est assimilable à la théorie de l’acteur stratégique. Le rapport de force toutefois changea en faveur de la monarchie, l’absolutisme faisait son œuvre, les populations locales jouèrent le jeu de peur d’être évincée.
À la Révolution française, les Grands Maîtres des Eaux et Forêts de l'Ancien Régime émigrèrent ou connurent des fins tragiques, à l'exemple de Philibert-Charles-Marie Varenne de Fenille décapité en 1794. La Révolution française donna à la foresterie un rôle mineur, si bien que lorsque l'école forestière de Nancy fût créée en 1824 et la promulgation du Code forestier en 1827, la science forestière française était allemande.
« La France périra faute de bois », expression attribuée à Sully ou a Colbert est répétée jusque sous le Second Empire comme un appel à la nationalisation des forêts.

### Carlowitz en Allemagne
À l'origine d'une pénurie de bois dans la ville de Freiberg, Hans Carl von Carlowitz forge le terme Nach-haltigkeit, que l'on pourrait traduire approximativement par « durabilité ». Les montagnes des alentours d'une mine d'argent Freiberg, sont défrichées à un point tel qu'une grave pénurie de bois se dessine au début du XVIIIe siècle. Il faut s'éloigner de plus en plus loin des mines pour s'approvisionner en bois, ce qui aussi a pour conséquence une hausse considérable du prix de cette ressource. Le bois est à cette époque de tous les usages. Hans Carl von Carlowitz, conscient des conséquences d'un déboisement excessif, réfléchit alors à une gestion durable des forêts. Sylvicultura oeconomica est universellement accepté comme le premier ouvrage scientifique en foresterie.

### Romantisme forestier allemand
Les régions allemandes vers 1800 devinrent pionnières internationales de l'afforestation ; et à la même époque le pays du romantisme forestier. Ces deux faits ne semblent pas autant liés par une causalité directe que par une dialectique. Le romantisme forestier qui sur les traces de Jean-Jacques Rousseau requérait une nature vierge non déformée par l'homme,, fut peut-être la réaction subliminale à la vague d'avertissements sur la destruction des forêts ; plus clairement, cependant, l'idée de l'infinité des forêts s'y reflétait. Ernst Moritz Arndt, le pionnier du nationalisme allemand en 1820, déclara dans son appel à la protection nationale des forêts : la hache qui a été placée sur l'arbre menace de devenir la hache (« die an das ganze Volk gelegt werde ») sur l'ensemble de la population. En fait, les forestiers auraient dû s'indigner parce que l'exploitation forestière était leur moyen de subsistance. Cependant les forestiers de l'État pouvaient être satisfait si Arndt tirait ses exigences de son appréciation politique nationale de la forêt : convertir « à tout prix » les forêts proposées à la vente en forêts d'État ; et même s'il appelait à chasser les entreprises de la forêt : « Also weg mit den waldverwüstenden Fabrikanten! Weg mit ihnen von den Höhen und Berggipfeln! » ; l'idéal romantique de solitude forestière rencontrait l'objectif du forestier de régner seul sur la forêt et de ne pas y être gêné par les droits coutumiers des charbonniers, verriers et faiseurs de poix,.

### Afforestation en Allemagne
En Allemagne, la protection des forêts dans de nombreuses régions ne fut pas caractérisée par l'arrogance aristocratique féodale de la France (l'aristocrate français fit de la futaie le symbole de sa puissance, et se posa en défenseur de la forêt ; en face de lui le stéréotype du paysan destructeur), mais fut par principe considérée comme vitale et raisonnable: lorsque les agriculteurs attaquaient les forestiers, ce n'était souvent pas parce qu'ils protégeaient la forêt, mais parce que les agriculteurs pensaient qu'ils étaient les meilleurs protecteurs de la forêt ; aussi l'afforestation lorsqu'elle se développa dans les années 1800, rencontra en Allemagne un large consensus populaire.
La première école allemande de foresterie fut créée en 1763 à Werningerode-Ilsenburg dans le Harz suivie en 1786 par l'école de Zillbach (de) fondée par Heinrich Cotta en Thuringe ; quelques universités proposèrent de même des chaires enseignement forestier à Berlin en 1770 , Göttingen en 1775, Fribourg-en-Brisgau en 1787. Le premier directeur de l'école forestière de Nancy, Bernard Lorentz qui avait gardé « de ses anciennes affectations outre-Rhin » datant de la période napoléonienne et un grand intérêt pour les théories aménagistes allemandes, utilisa très largement les écrits des maîtres allemands tels le Manuel forestier de von Burgsdorff (de) traduit par Baudrillart et l'Instruction pour la culture des bois de Georg Ludwig Hartig, ami personnel de Lorentz. Il ne cacha ailleurs pas que ses premières leçons de sylviculture reproduisaient fidèlement ouvrage de ce dernier.

## Interventionnisme d’État

### Remplacement desservitudes
La transformation complète de la forêt en un lieu contrôlé de production exclusive de bois est liée à un découplage fonctionnel de l'agriculture et de la sylviculture, avec le remplacement de diverses utilisations secondaires, qui du point de vue de l'économie plus ancienne étaient indissociables de l'économie paysanne (en Allemagne les Lohwald, Hauberg et Gehöferschaft (de) ), ce qui a été possible sans heurts avec la transition vers les énergies fossiles.
Semblable à l'exemple économique de la tragédie des biens communs, qui ne s'est généralement pas produite dans les biens communaux, l'histoire de la pénurie de bois s'est déroulée aux XVIIIe et XIXe siècles, sur fond de conversion et d'abolition délibérées des anciennes formes d'utilisation coopérative à des mécanismes de régulation plus autoritaires et organisés par l'État.
Les formes traditionnelles d'utilisation de la forêt rurale, par exemple sous la forme de futaie jardinée ou du sylvopastoralisme, ont été dénoncées comme étant à court terme, exploitantes et égoïstes ; il a été dit que les autorités porteraient leur attention au bien-être des générations futures.
Le Plenierwirischaft (futaie jardinée) était une sorte de sylviculture typique du paysan qui ne coupait que des troncs en fonction de ses besoins spécifiques. Cette méthode de coupe du bois a créé un bois mélangé d'essences et d'âges différents avec une régénération naturelle sans qu'il soit nécessaire de planter des arbres. Les réformateurs forestiers ont condamné le Plenterwald comme un Plünderwald (forêt de pillage),. Une Plenterwald délibérément gérée on le sait aujourd'hui excelle dans la stabilité économique.
Le Schönbuch (de) près de Stuttgart en est un exemple concret. Vers 1800, la zone forestière, qui existait depuis l'époque celtique, ressemblait à un paysage de bruyère en grande partie planté de hêtres et de chênes isolés. Avec le remplacement des droits d'usage paysan du bois, des pâturages et de la litière au début du XIXe siècle, un développement forestier systématique a commencé. La zone de forêt de feuillus auparavant pure a été reboisée avec une forêt de conifères à croissance rapide. En particulier, le besoin de bois industriel, pour lequel il existe un marché monétaire, pourrait être mieux couvert par du bois de conifère. Les pauvres utilisateurs occasionnels et leurs besoins en bois de chauffage ainsi que les métiers de la forêt rurale ont cependant été déplacés avec les hêtraies cultivées pour eux. Dès 1830, Wilhelm Pfeil (de) pensait que les prévisions de pénurie de bois faites en 1800 avaient été réfutées, mais se félicitait de l'abolition des Dienstbarkeit (servitudes).

## Holznotdebatteen Allemagne

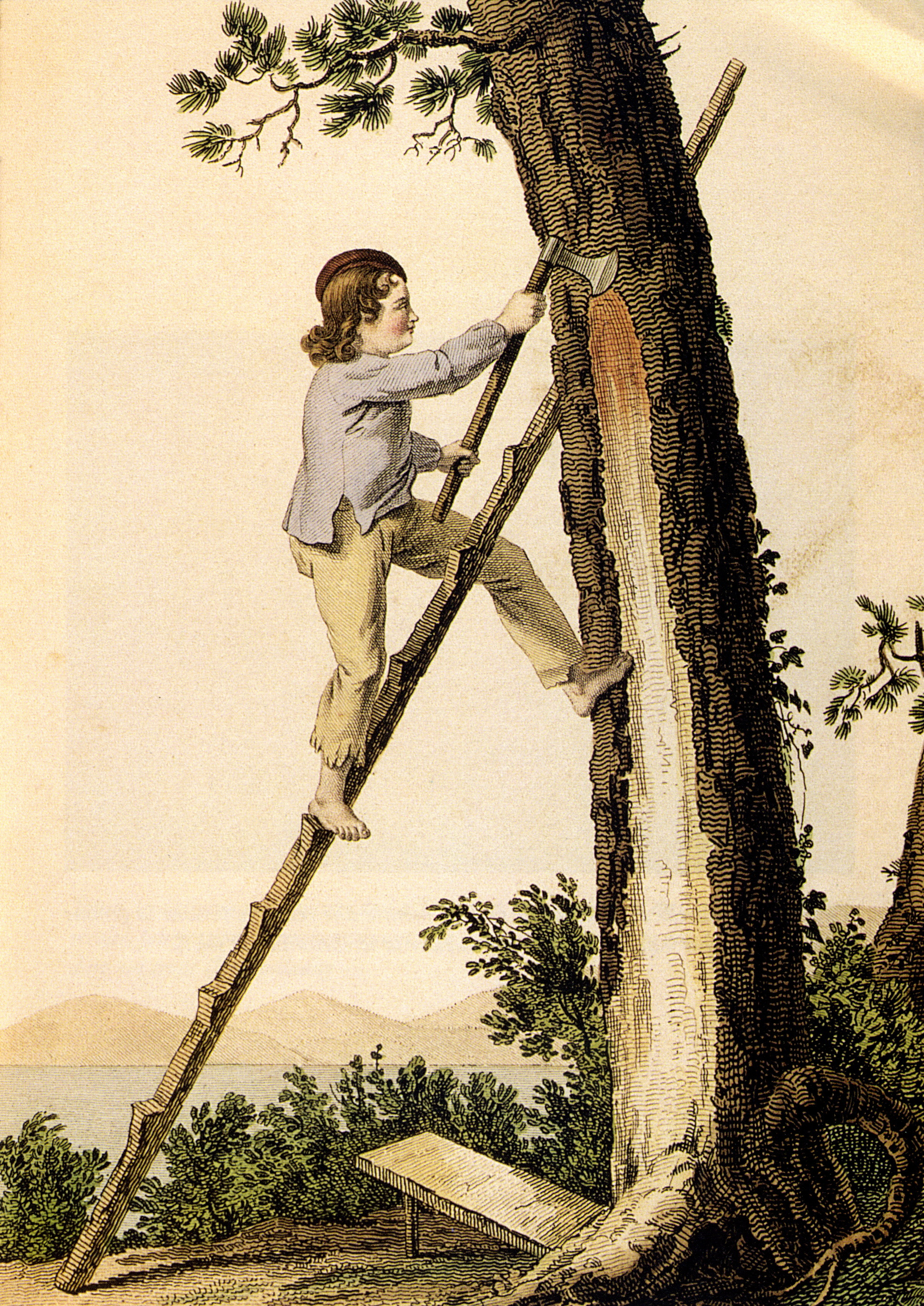
Représentation de 1818

Les craintes d'une pénurie de bois marquent le début du mouvement environnemental moderne en même temps que le « culte de la nature » du romantisme forestier aux Lumières. La pénurie de bois au XVIIIe siècle peut également être vu dans le contexte des efforts éducatifs et moralisateurs. Par exemple, des concours d'idées ont été organisés au cours desquels des académies et des sociétés savantes ont discuté de la pénurie de bois dans une gamme de sujets allant de la philosophie, la théologie et l'esthétique aux questions économiques et théoriques de l'État.
Les craintes exprimées quant à une pénurie générale de bois à venir provinrent supposément des milieux universitaires et servirent les autorités à introduire de nouveaux processus d'utilisation, une législation renouvelée et discréditer divers métiers forestiers traditionnels, ainsi que l'utilisation secondaire des forêts par les agriculteurs. Le débat public sur la pénurie de bois également contribua de manière significative au développement de la foresterie moderne. En conséquence, les régions germanophones sont devenues pionnière de l'afforestation et le Japon un pionnier de la foresterie durable en Asie. Les représentants des sociétés économiques ont affirmé à plusieurs reprises qu'il fallait plus de bois que de repousse. Par conséquent, une pénurie de la ressource importante en bois était à craindre.
Le terme Holznot est utilisé en Europe centrale, où il y a eu une forte pénurie du le XVIe siècle au début du XIXe siècle, traitée par de nombreuses sources. L'expression « Holznot » dans les sources contemporaine désigne la rareté économique des ressources (comme une relation négative entre l'offre et la demande) d'une part, mais inclut également une idée de durabilité.

En foresterie et en histoire, la pénurie de bois en tant que telle n'a pas été contestée pendant longtemps, toutefois en 1986, déclenchée par l'historien de l'environnement Joachim Radkau,, une controverse durable de la recherche a émergé (« Holznotdebatte » ) sur l'existence, l'étendue, les effets spatiaux et sociaux de la pénurie de bois supposée ou effectivement existante et les contextes idéologiques et économiques associés,. L’adversaire de Radkau dans ce débat fut Rolf Peter Sieferle ; plus tard, de nombreuses publications apparurent qui ont élargi ou relativisé la déclaration fondamentale de Radkau ou examiné les développements dans certaines régions.

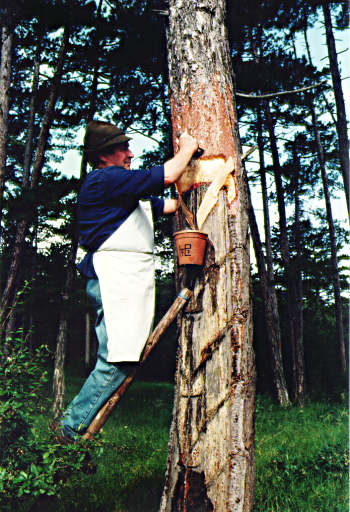
Résinier moderne au travail

### Holznotdebatte

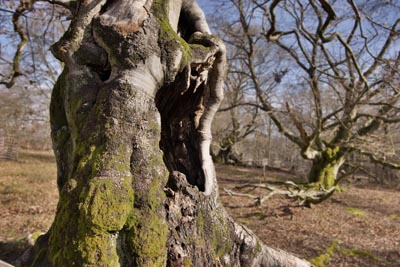
Hutewald historique

En 1986, dans une étude controversée, Joachim Radkau affirma qu'il n'y avait jamais eu de pénurie aiguë et générale de bois et qu'il s'agissait d'une crise énergétique apparente, ni la première ni la dernière. Les goulots d'étranglement locaux et temporellement très limités de l'offre ne justifiaient pas le discours général sur l'urgence d'une pénurie de bois,.
Il a examiné l'utilisation de l'argument Holznot pour déterminer qui a utilisé l'argument politique et dans quelles situations. Selon lui, parler d'un « manque grave de bois » (einreißenden Holzmangel) peut être aussi interprété comme une formule qui légitime la règle ou comme une stratégie contre les revendications concurrentes d'autres consommateurs. L'étude de Radkau a notamment heurté les historiens forestiers qui ont déterminé l'origine de la foresterie moderne dans la lutte réussie contre la pénurie de bois vers 1800.
Selon Frank Uekötter, un étudiant de Radkau, Radkau n'a nié ni la possibilité fondamentale d'une crise des ressources moderne précoce ni l'existence d'une large discussion sur les moyens d'améliorer la production et l'utilisation du bois. Au contraire, il était principalement préoccupé de travailler sur l'ouverture des questions et de faire des déclarations apodictiques sur les conditions de la forêt au XVIIIe siècle, où un motif central était la référence aux intérêts de l'alerte à la pénurie de bois. Les commerces centraux de l'économie marchande, tels que les marais salants et la métallurgie, en ont bénéficié, tandis que les premiers États modernes n'avaient aucun intérêt fiscal significatif dans les pâturages forestiers ou d'autres utilisations traditionnelles et non monétaires de la forêt.
La discussion associée a fait de la disponibilité du bois de ressource l'un des sujets les plus étudiés au début de l'histoire de l'environnement moderne. L'adversaire de Radkau fut Rolf Peter Sieferle, qui, à la suite de Sombart, vit la pénurie de bois du XVIIIe siècle comme une crise générale d'une ampleur qui ne pourrait être résolue qu'avec une solution séculiaire, le passage à la houille. Hansjörg Küster (de) établit des parallèles entre les discussions du XVIIIe siècle sur l'avenir de l'approvisionnement en bois et les discussions modernes sur une économie mondiale durable, et le discours sur la durabilité au cours de la crise pétrolière des années 1970.
Dans les études comparatives, la pénurie de bois était également liée à d'autres pénuries réelles ou supposées de ressources et à des crises environnementales telles que le dépérissement des forêts. Selon Bernd-Stefan Grewe, un débat scientifique houleux sur l'importance des diverses plaintes pour pénurie de bois (Holznotklagen) a surgi dans les années 1980, à la suite de quoi l'histoire forestière et la science historique ont de nouveau convergé. Richard Hölzl soutient que les plaintes pour pénurie de bois du XVIIIe siècle doivent être interprété dans le contexte de l'académisation et de la professionnalisation de l'utilisation des forêts initiées par l'État. Elles ont permis de légitimer la demande d'une nouvelle organisation centralisée et scientifiquement justifiée de l'utilisation des forêts, et en même temps de discréditer les utilisations plus anciennes, multifonctionnelles et organisées localement.

## Timber famineaux États-Unis
Theodore Roosevelt dans le New York Times du 6 janvier 1905 annonce pour les États-Unis une pénurie de bois comme inévitable: « Our country...is only at the beginning of its growth. Unless the forests of the United States can be ready to meet the vast demands which this growth will inevitably bring, commercial disaster, that means disaster to the whole country, is inevitable. The railroads must have ties...the miner must have timber...the farmer must have timber...the stockman must have fence posts. If the present rate of forest destruction is allowed to continue, with nothing to offset it, a timber famine in the future in inevitable » ; et dans son discours « Conservation As A National Duty » du 13 mai 1908, comment il sera répondu à cela pour les générations futures: « We are over the verge of a timber famine in this country, and it is unpardonable for the Nation or the States to permit any further cutting of our timber save in accordance with a system which will provide that the next generation shall see the timber increased instead of diminished ». Theodore Roosevelt et son chef forestier Gifford Pinchot, lancent l'U.S. Forest Service., émanation de l'American Forestry Association.
Lancée à l'origine sous le nom d'American Forestry Association, l'American Forests a été créée à un moment charnière de l'histoire du pays, une décennie après la guerre de Sécession et au cours d'une période de développement et d'expansion industrielle considérables. L'AFA proposa une voie différente, alors que les forêts étaient abattues à un rythme alarmant pour faire place à de nouvelles fermes, villes et chemins de fer, et les barons du bois d'œuvre exploitaient ce que l'on considérait alors comme une ressource inépuisable. L'organisation ne s'est pas opposée au progrès, mais a plaidé en faveur d'une stratégie prudente et scientifique pour gérer et conserver les forêts pour les générations futures.